# Iris Hoffmann
Iris Hoffmann, née le 29 juin 1963 à Rostock, est une femme politique allemande, membre du Parti social-démocrate d'Allemagne (SPD).